# 毎日新聞 (韓国)
毎日新聞（メイルしんぶん、メイルシンムン、韓国語: 매일신문）は、大韓民国の大邱広域市を本拠地とする地方新聞。1946年創刊。
発行元は毎日新聞社だが、日本で同名の『毎日新聞』を発行している毎日新聞社および韓国全域を発行地域とする経済紙の毎日経済新聞とは無関係。本社は大邱広域市中区にある。社長はイ・チョンヨン（이창영）神父。韓国地方新聞協会会員社。
長年、カトリック教会系の新聞であったが、2022年に地場の高速バス会社「Koreawide Kyungbuk」に買収された。

## 沿革
- 1946年3月1日 - 大邱において南鮮経済新聞（남선경제신문）の題号で創刊される。
- 1950年8月1日 - 大邱毎日新聞（대구매일신문）に題号を改める。
- 1950年10月1日 - 天主教（カトリック）大邱大教区維持団に引き受けられる。
- 1955年9月14日 - チェ・ソクチェ（최석채）主筆が書いた社説「学徒を道具として利用するな」（학도를 도구로 이용하지 말라）が問題であるとして、自由党幹部が新聞社と社員を暴行（大邱毎日襲撃事件）。チェ・ソクチェは国家保安法違反の嫌疑で起訴されたが、大法院で無罪判決を受けた。
- 1960年2月28日 - 2・28大邱学生義挙 (ko:2·28 대구 학생의거) の先鋒となる。これは四月革命に先立つ運動のひとつである。
- 1960年7月7日 - 毎日新聞に題号を改める。
- 1963年3月19日 - 軍政延長に抗議し、社説を掲げず。
- 1964年8月 - 東亜日報・朝鮮日報・京郷新聞とともに「言論倫理委員会法」反対運動の先頭に立つ。
- 1965年12月18日 - 間諜のものと疑われる物品を報道した。編集局長らが反共法違反の嫌疑で起訴されたが、無罪となった。
- 1979年7月25日 - 第一回大鵬旗全国高校野球大会を開催。
- 1980年11月30日 - 嶺南日報を吸収。政府の言論機関統廃合措置で地方紙は「一道一紙」が原則とされたため。
- 1980年12月1日 - 題号を大邱毎日新聞に改める。
- 1988年3月1日 - 題号を毎日新聞に改める。
- 1995年11月17日 - インターネット上にウェブサイト開設。韓国の地方紙としては初。
- 1997年4月1日 - 題号をハングル書きに改めるとともに、全面横書き化。
- 2009年8月4日 - 紙齢2万号突破。
- 2022年3月17日 - 経営権がコリアワイド慶北に移る。